# União de Campo Grande
União de Campo Grande foi uma escola de samba do bairro de Campo Grande, Zona Oeste do Rio de Janeiro. Possuía as cores azul e branco.
Seu primeiro desfile foi na Estrada Intendente Magalhães, durante o Carnaval de 1989, com o enredo "Coisas e mitos da Bahia", quando ficou em 9º e último lugar do chamado grupo de acesso, que na verdade era a quinta divisão do Carnaval carioca. Desfilou pela última vez 1992, quando obteve a 8ª colocação, e acabou eliminada do Carnaval.
Não deve ser confundida com a União de Campo Grande fundada em 2015.